# Claude Guillaumin (artiste)
Pour les articles homonymes, voir Guillaumin et Pépin.
Claude Guillaumin, né à Moulins (Allier) le 11 août 1842 et mort à Paris le 9 mars 1927, est un peintre et caricaturiste anticlérical français connu sous le pseudonyme d’Édouard Pépin.

## Biographie

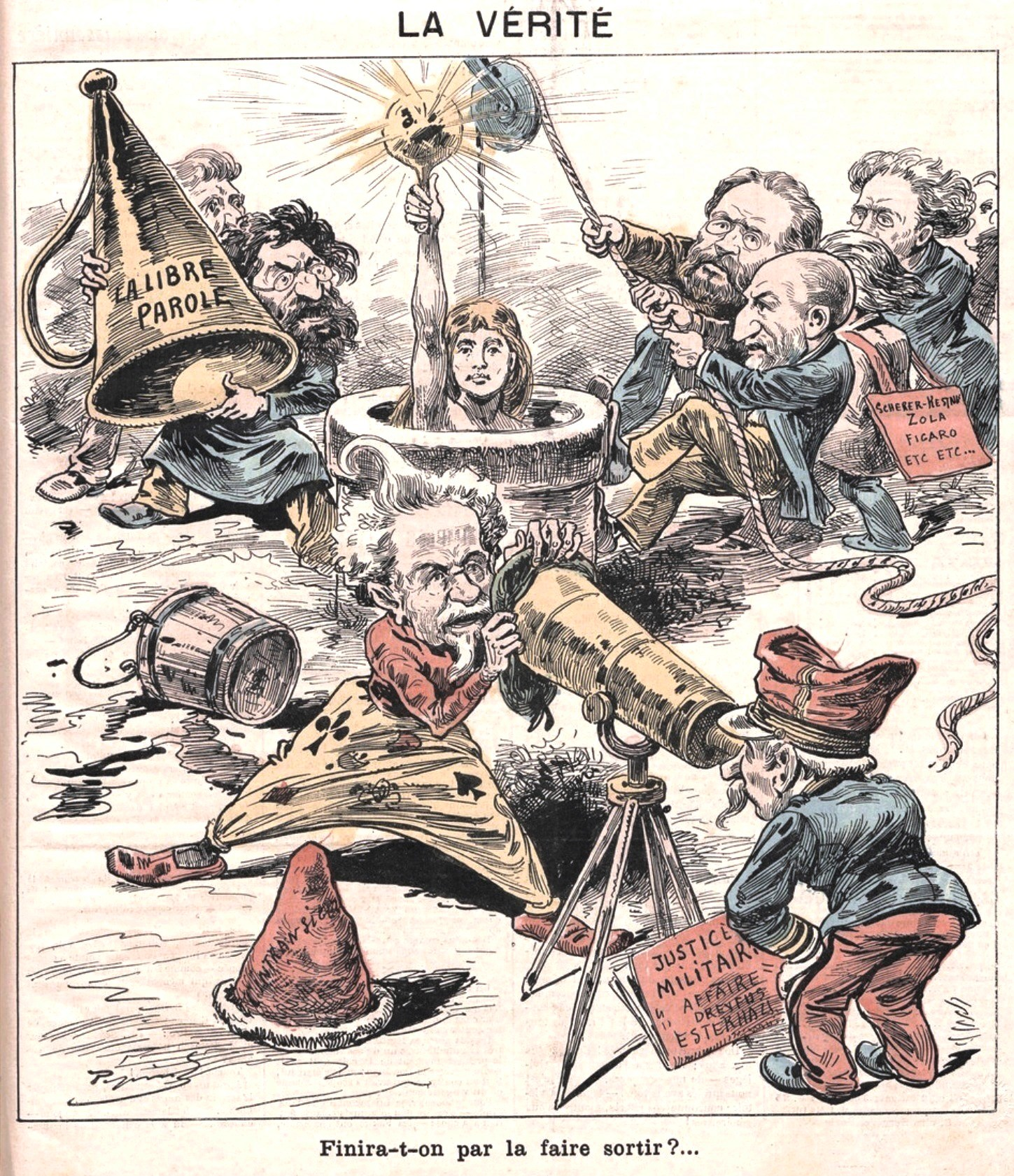
Caricature dreyfusarde pour Le Grelot du 19 décembre 1897.

Claude Guillaumin n'a aucun lien de parenté avec le peintre Armand Guillaumin. Il est le fils d'un menuisier de Moulins, Jean Guillaumin. Ce dernier fit partie des républicains de l'Allier condamnés à la déportation en Algérie lors de la répression des soulèvements contre le Coup d’État du 2 décembre 1851 et fut ruiné par cet exil. Cet événement marqua profondément le jeune Claude Guillaumin, qui devint un ennemi acharné du bonapartisme et de toutes les formes de despotisme.
Sous le pseudonyme de Pépin, il fit ses débuts de caricaturiste à la fin du Second Empire à La Lune (dès 1866), à La Rue de Jules Vallès (1867-1868), puis à L’Éclipse, trois publications où sa signature côtoyait celle d'André Gill. À plusieurs reprises, les dessins de Pépin durent remplacer, à la une de L’Éclipse, les caricatures politiques de Gill refusées par la censure.
Au début de la Troisième République, Pépin commença à dessiner dès 1875 pour Le Grelot, dont il réalisa la plupart des couvertures entre 1876 et 1879, remplaçant ainsi Alfred Le Petit. Ensuite, Pépin rédigea et dessina Le Lampion de Berluron, un succédané de La Lanterne de Boquillon qui commença à paraître à partir de 1879 sous la direction de Pascal Lange de La Petite République, journal auquel Pépin fournissait également des dessins. En novembre 1881, Guillaumin (alias Pépin, alias Berluron) devint propriétaire et directeur de cette revue satirique dans laquelle il laissa libre cours à son anticléricalisme militant.

Il appartenait en effet au milieu anticlérical entourant Léo Taxil, dont il illustra la revue L'Anti-clérical (à partir de 1881) ainsi que le pamphlet La Vie de Jésus (1882).

Pendant cette même décennie, ses dessins furent également publiés dans Le Troupier.
Au milieu des années 1880, Pépin retrouva sa place de dessinateur attitré du Grelot. Républicain radical, il y réalisa des charges féroces contre les monarchistes, les catholiques, les boulangistes (notamment Henri Rochefort) et les socialistes.

Malgré des premières caricatures très virulentes voire antisémites d'Alfred Dreyfus (unes du Grelot des 11 novembre 1894 et 26 septembre 1896), Pépin rejoignit finalement le camp dreyfusard, auquel s'opposait la plupart de ses cibles de prédilection. Exprimant clairement son point de vue dès la fin de l'automne 1897, il entra ainsi progressivement en désaccord avec l'antidreyfusisme du directeur du Grelot, J. Madre, qui le renvoya en août 1899 à cause d'une caricature du général Mercier. Pépin décida alors de fonder son propre hebdomadaire satirique, Le Fouet, qui parut entre le 15 octobre 1899 et le 27 mai 1900.

Il envoya aussi des dessins au supplément illustré du Petit Rouennais entre 1901 et 1902. Par la suite, il aurait abandonné la caricature politique.
Élève et disciple d'Henri Harpignies, Pépin fut également artiste-peintre et, à l'instar de son maître, réalisa surtout des paysages du Bourbonnais (environs d'Hérisson, bords de l'Aumance, de l'Œil et de la Sioule, Cosne-sur-l'Œil, Ébreuil et ses environs, Chantelle et ses ravins ...), qu'il signait de son pseudonyme (Pépin E.). En 1890, il exposa au Salon Le chantier du père Gazut. Il peignit aussi quelques études de la Puisaye et, en 1917, les bords du Cher aux environs de Montrichard. 

Ayant longtemps résidé dans le 18e arrondissement de Paris (au no 6 de la rue Ramey), il peignit des vues du vieux Montmartre. Parmi ces œuvres, deux études sur bois représentant l'ancienne place de l'Abreuvoir et l'ancienne rue des Rosiers (avec la tour en bois de Malakoff en 1871, à l'emplacement actuel du Sacré-Cœur) ont été données par les fils de l'artiste au musée Carnavalet.
Il meurt à son domicile, 33 boulevard Rochechouart dans le 9e arrondissement de Paris, le 9 mars 1927.

## Galerie

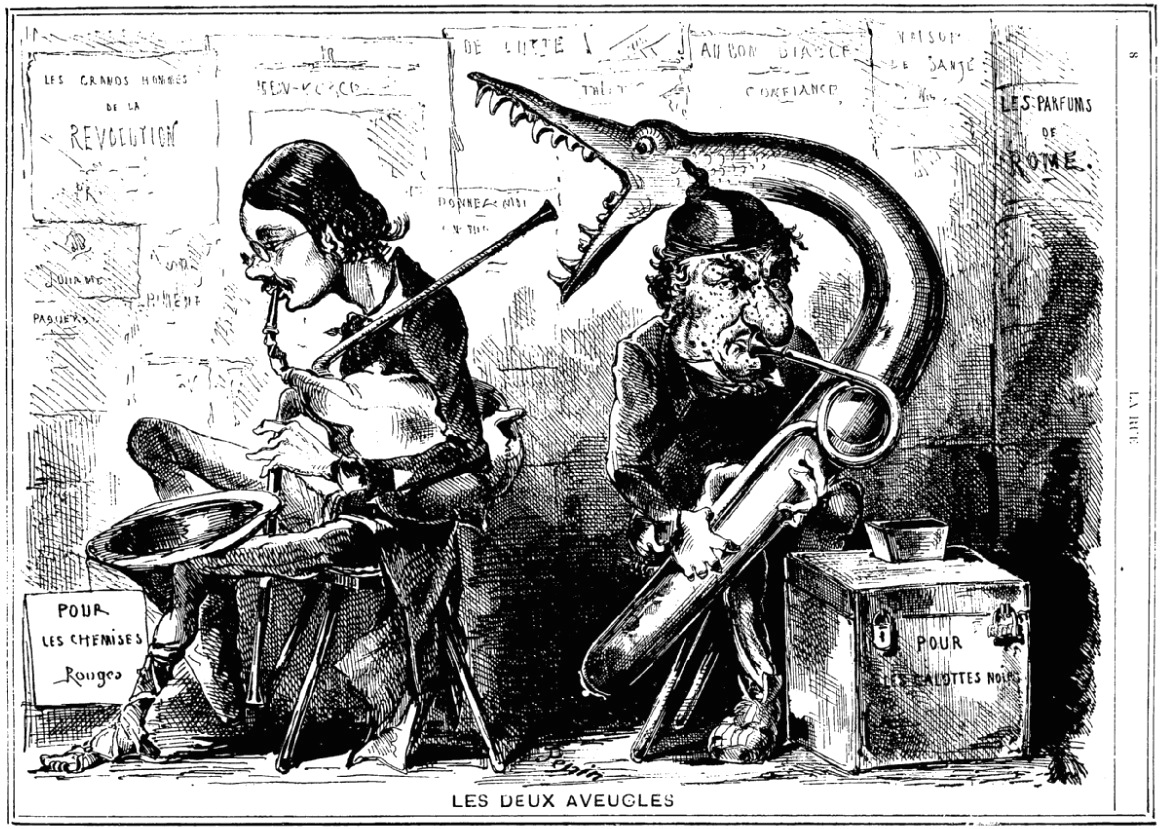
Auguste Vermorel et Louis Veuillot[11].
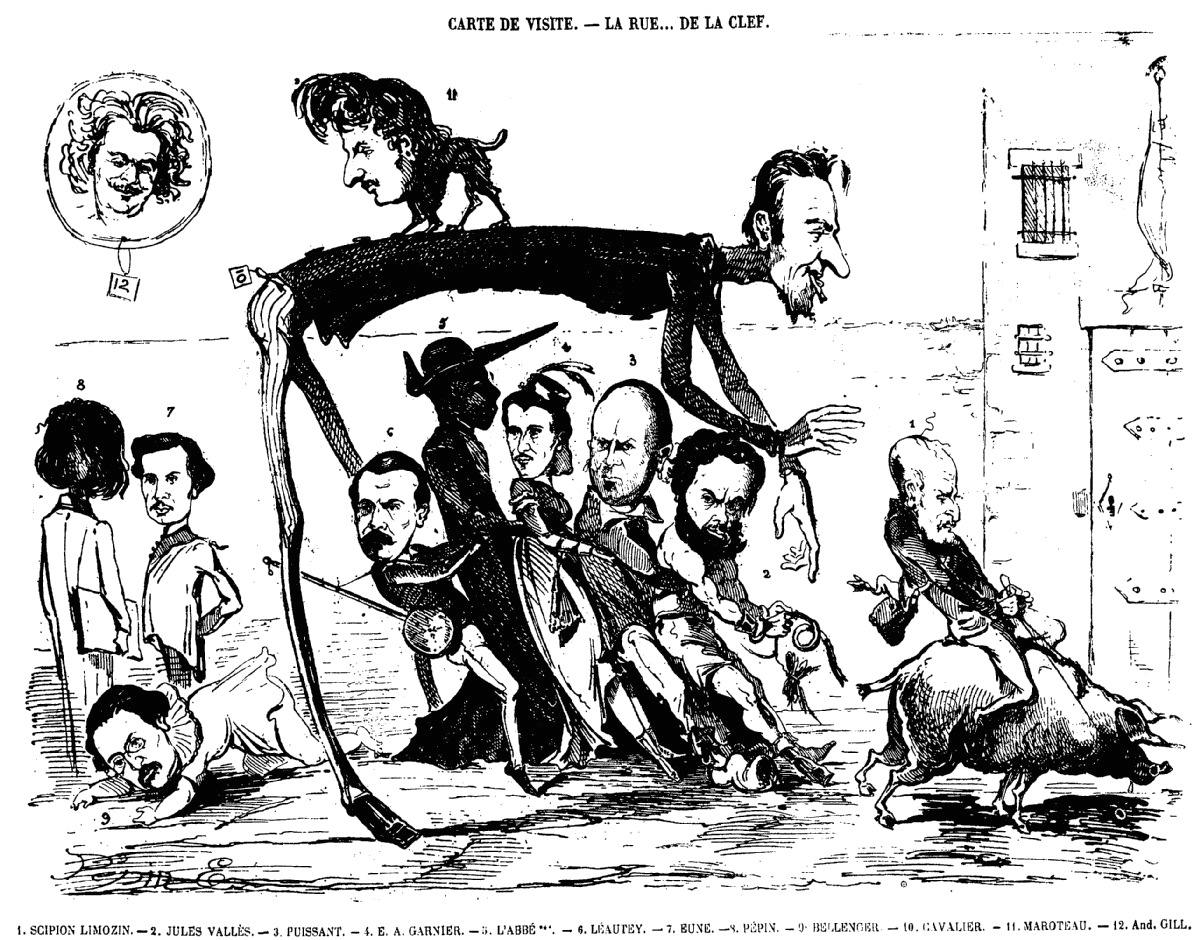
L'équipe de La Rue[12].
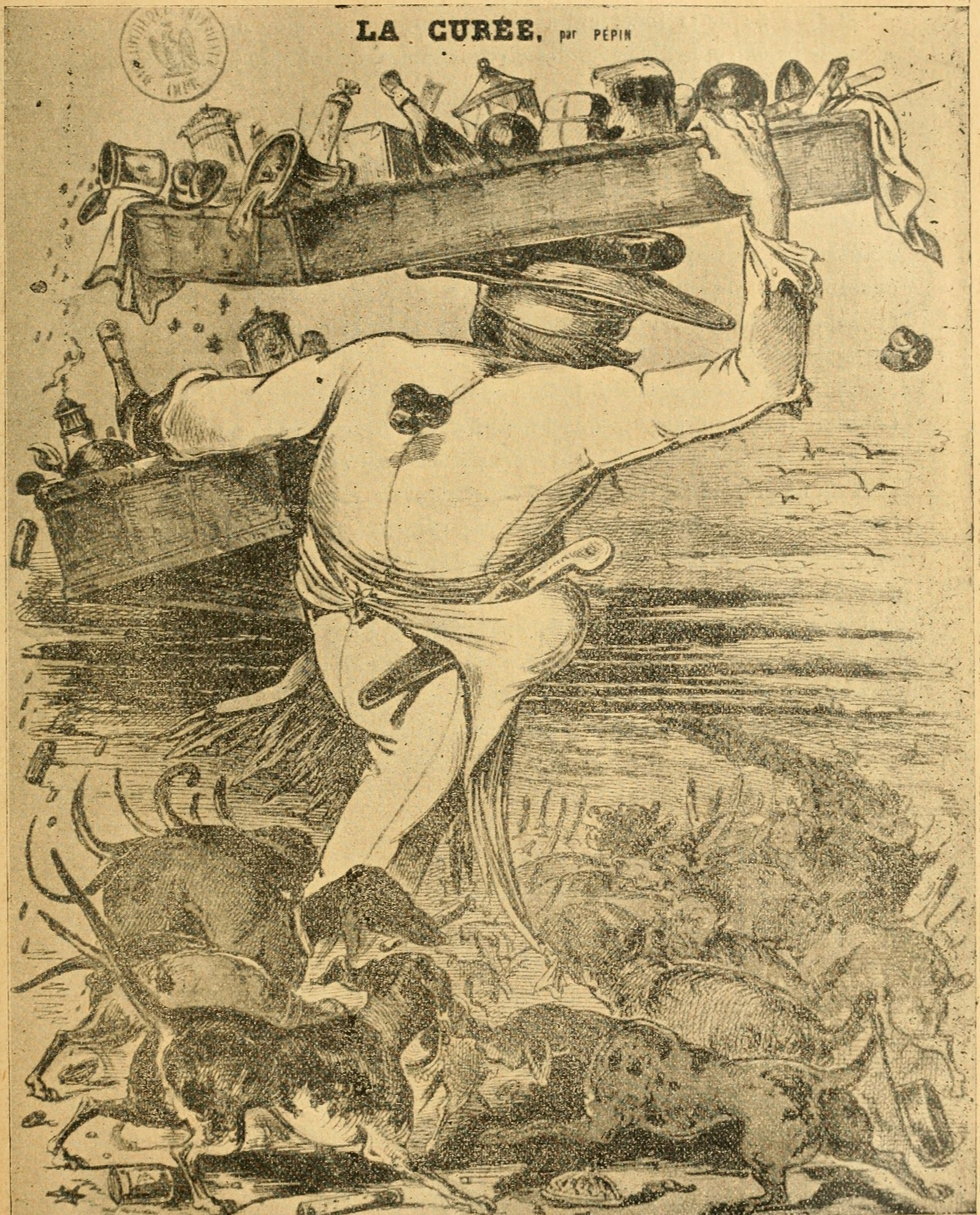
La Curée, allégorie du Second Empire et allusion probable à un poème d'Auguste Barbier (alors candidat à l'Académie française)[13].
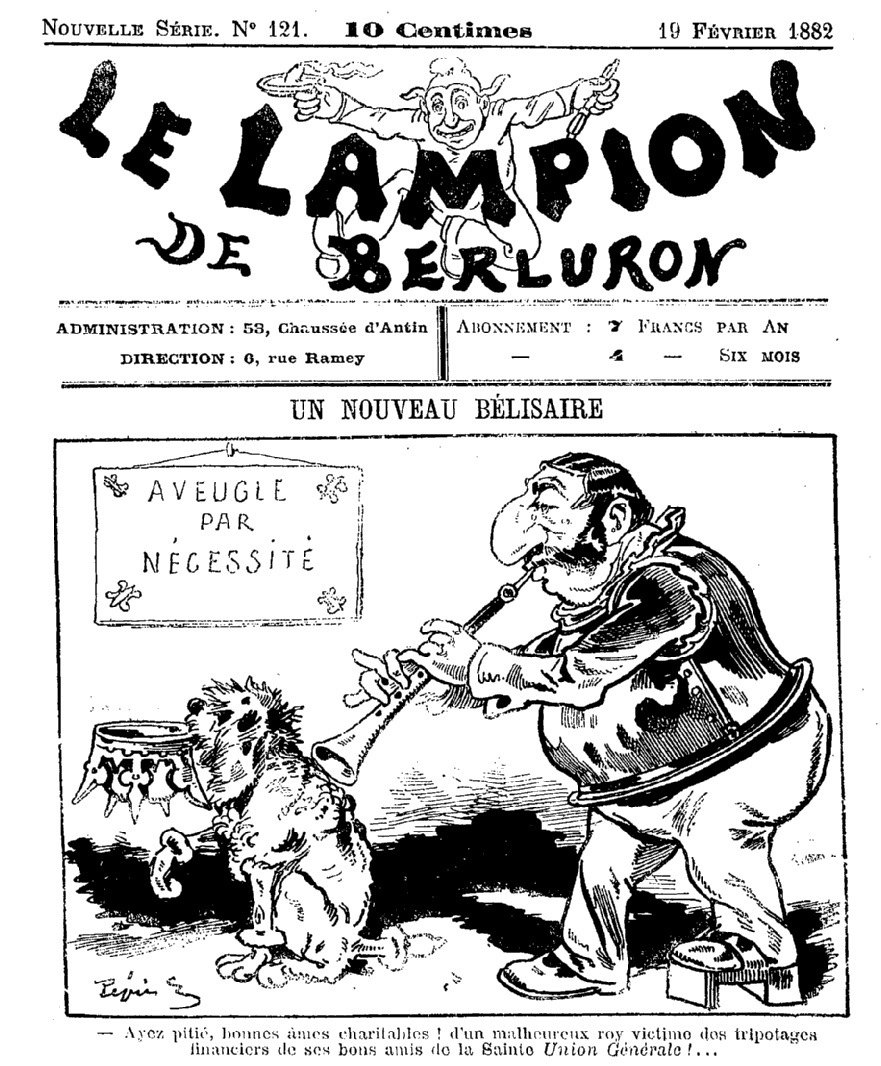
Le « comte de Chambord » touché par le krach de l'Union générale[14].
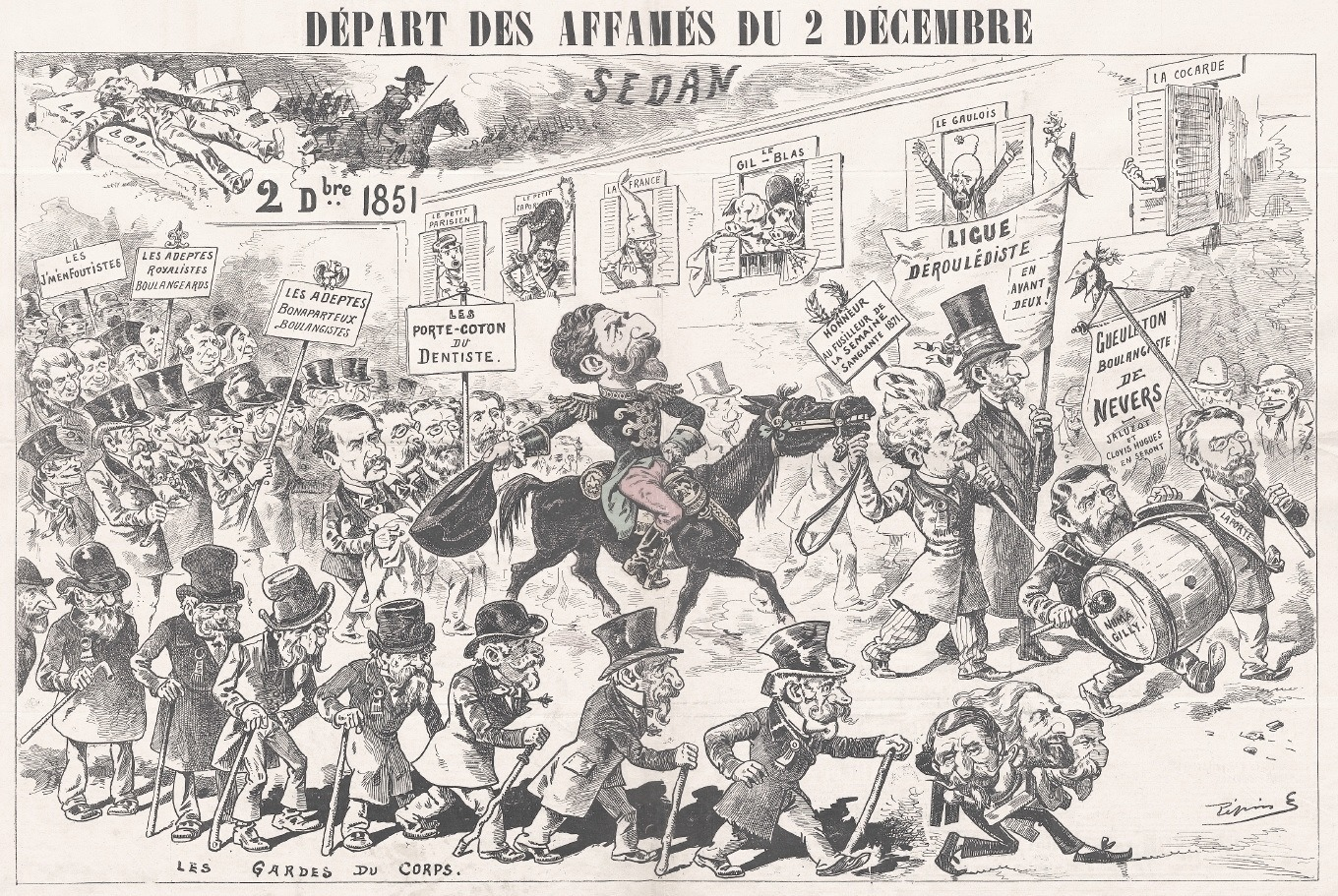
Les boulangistes et les autres adeptes du général[15].
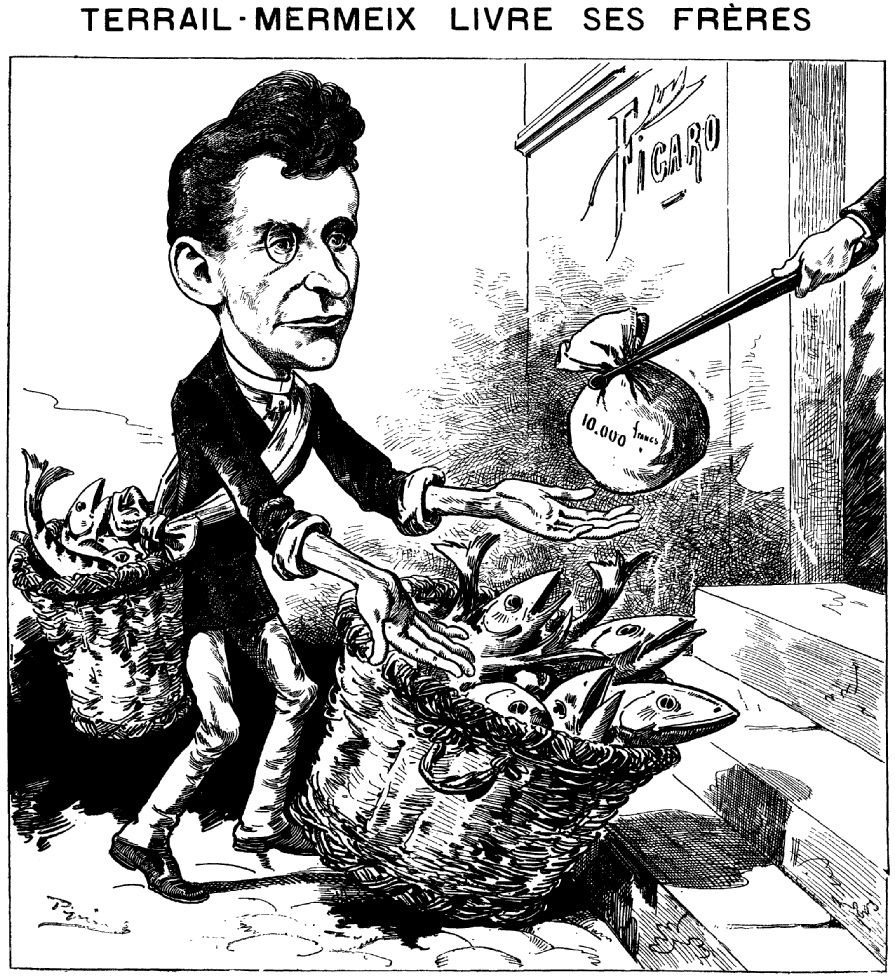
Le boulangiste Gabriel Terrail (Mermeix) vendant ses révélations au Figaro[16].
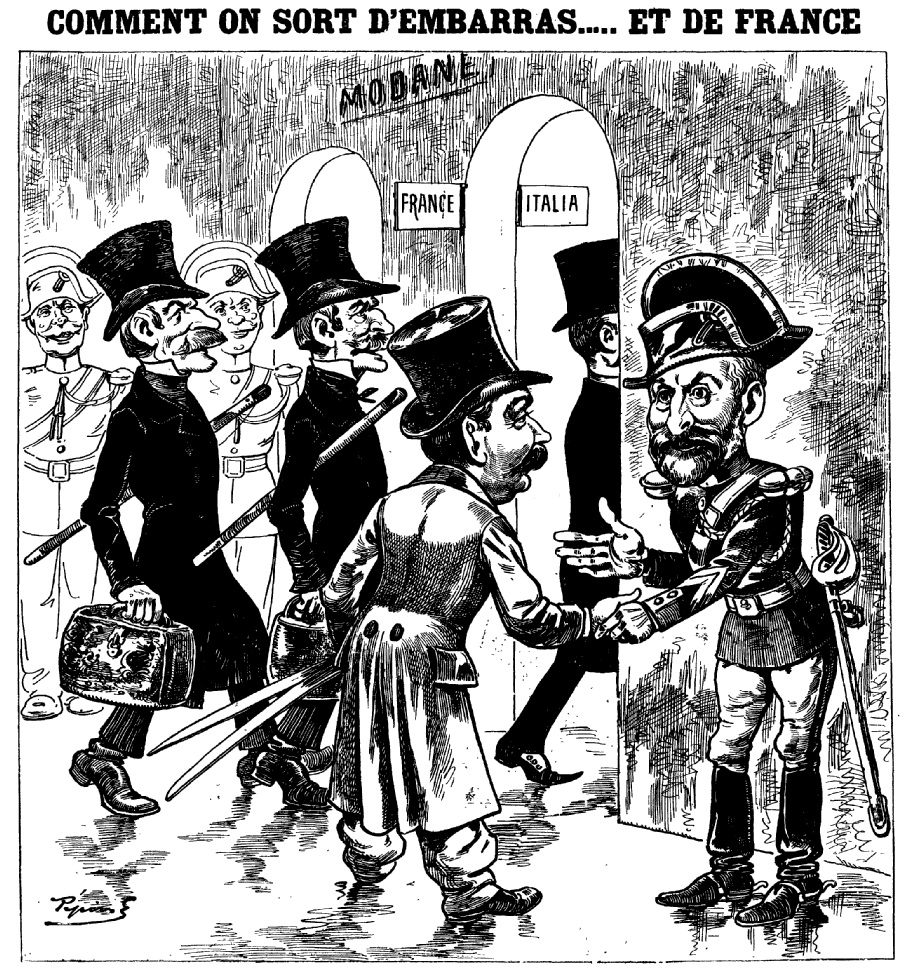
Georges de Labruyère faisant évader Stanislas Padlewski[17].
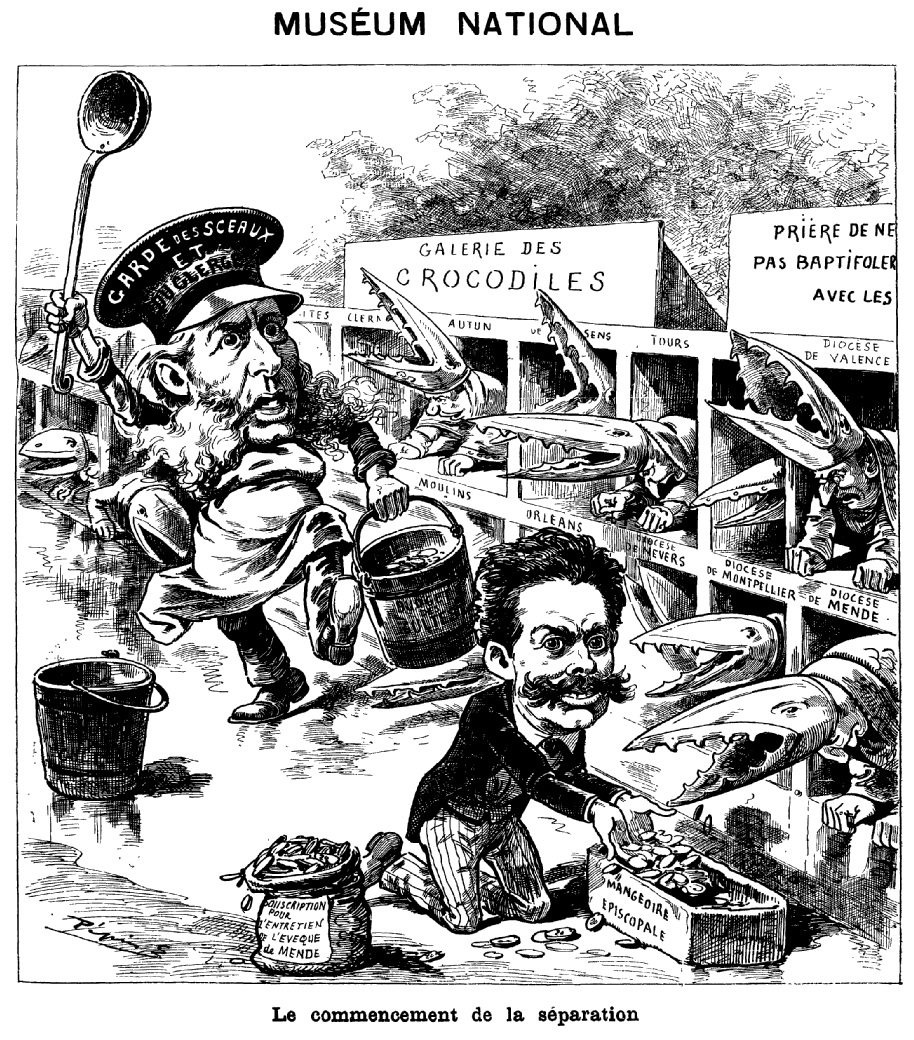
Paul de Cassagnac levant des fonds en faveur de Mgr Baptifolier, évêque de Mende, dont le traitement a été suspendu par Louis Ricard[18].
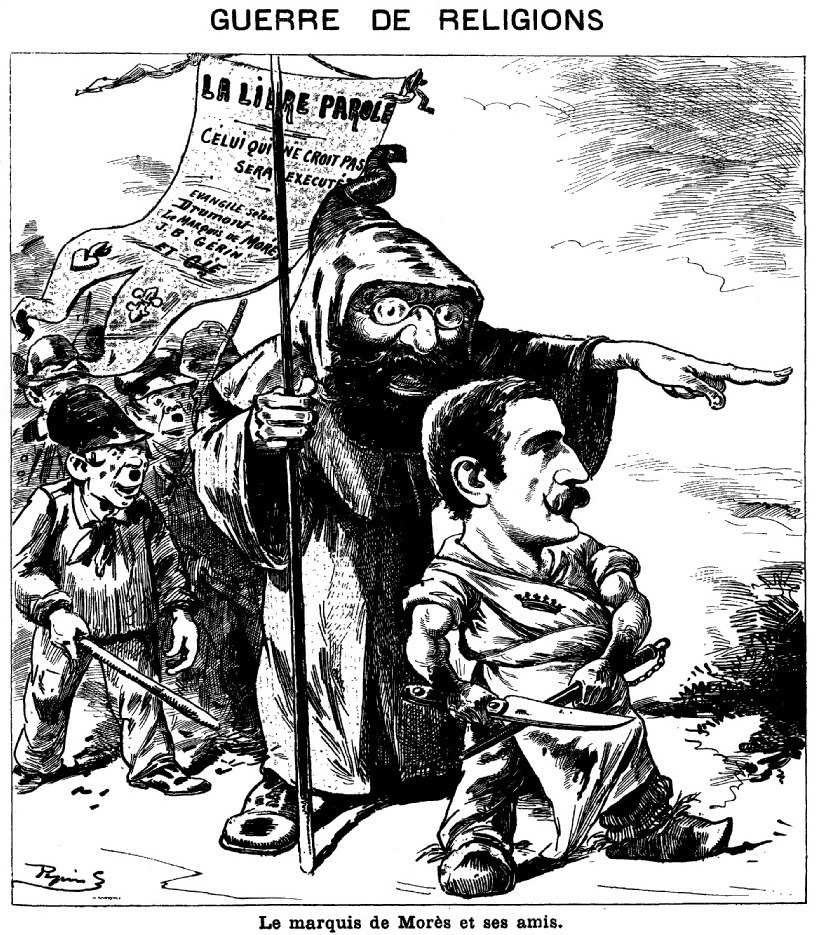
Le marquis de Morès et Drumont[19].
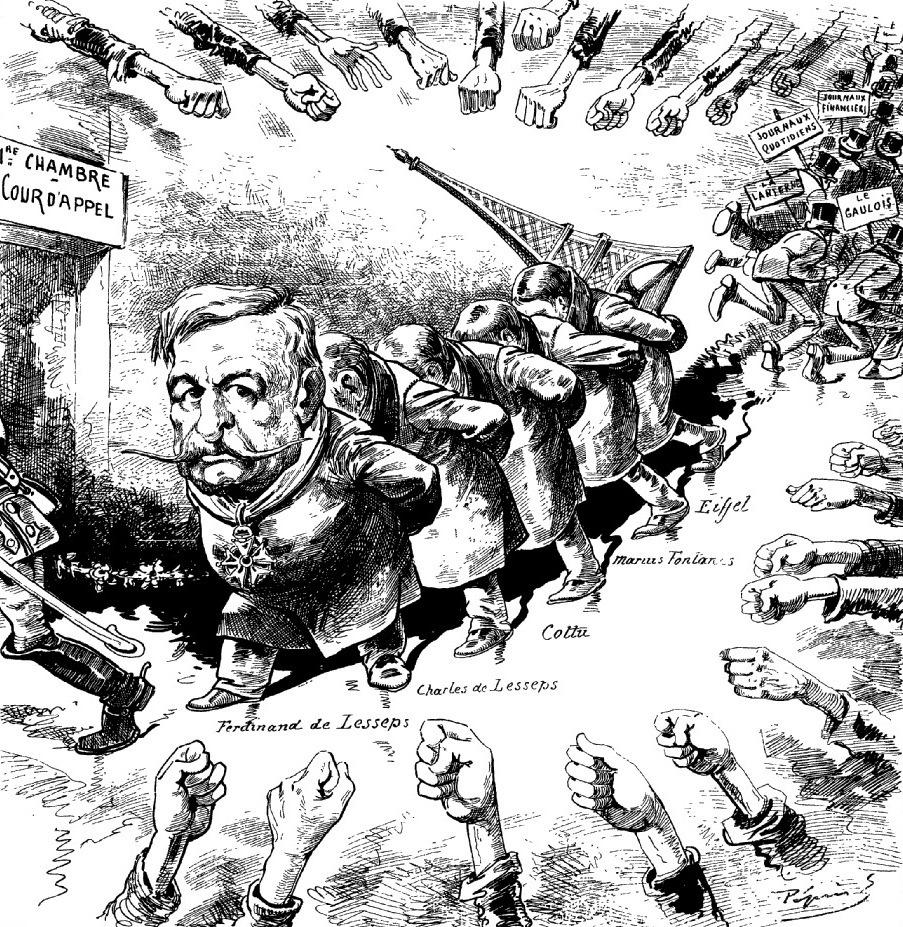
Poursuites contre Ferdinand de Lesseps et les autres responsables de la faillite de la Compagnie du canal de Panama[20].
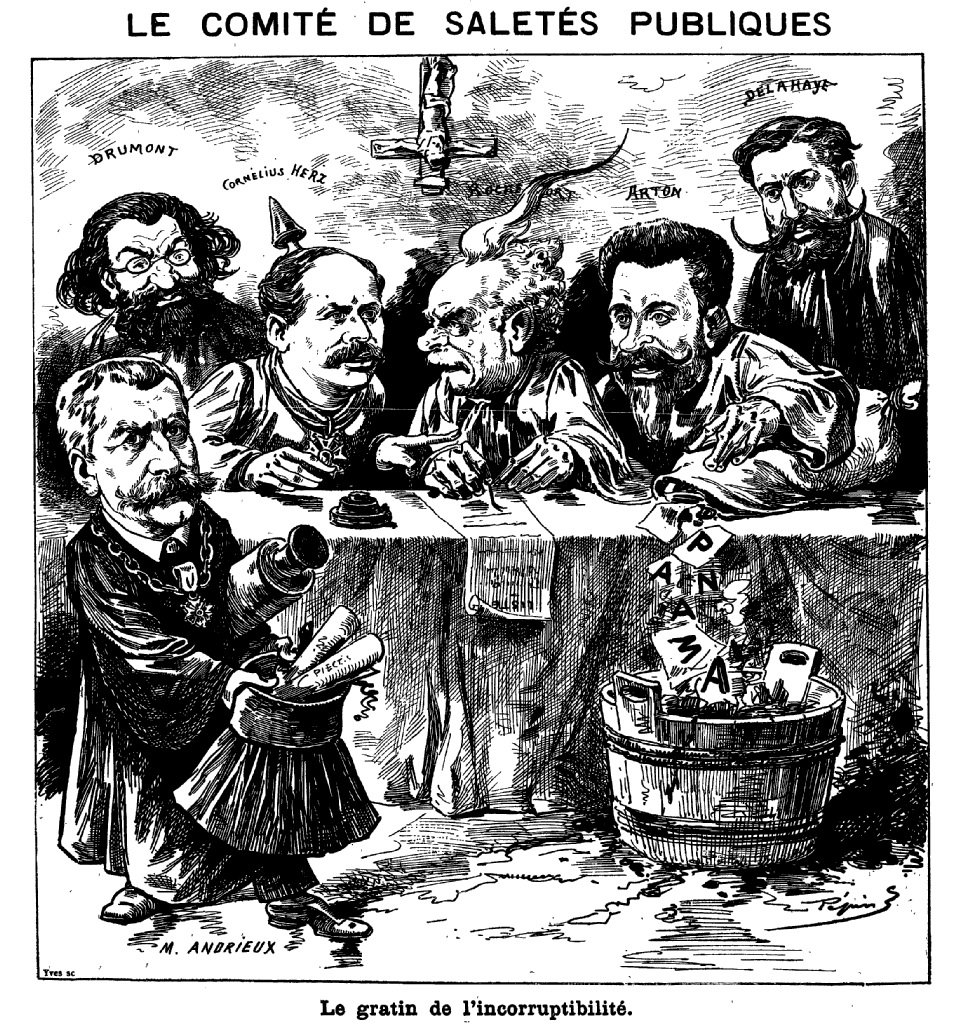
Les délateurs du scandale de Panama[21].
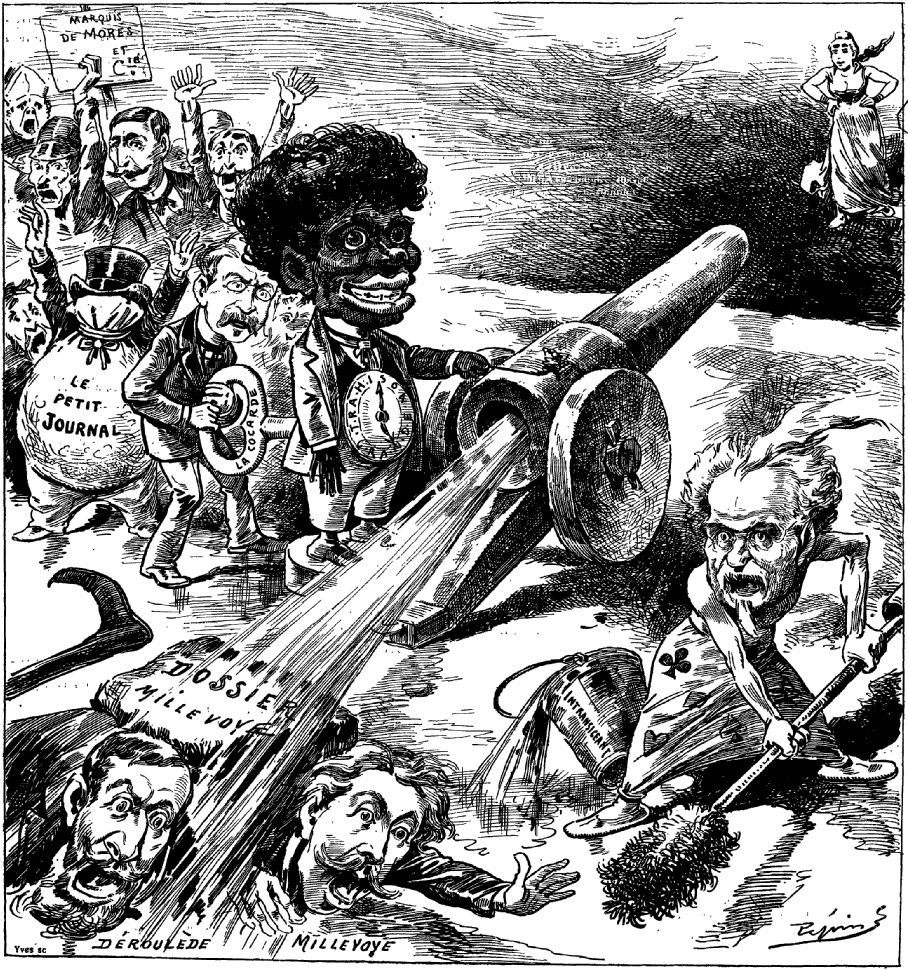
L'affaire Norton[22].
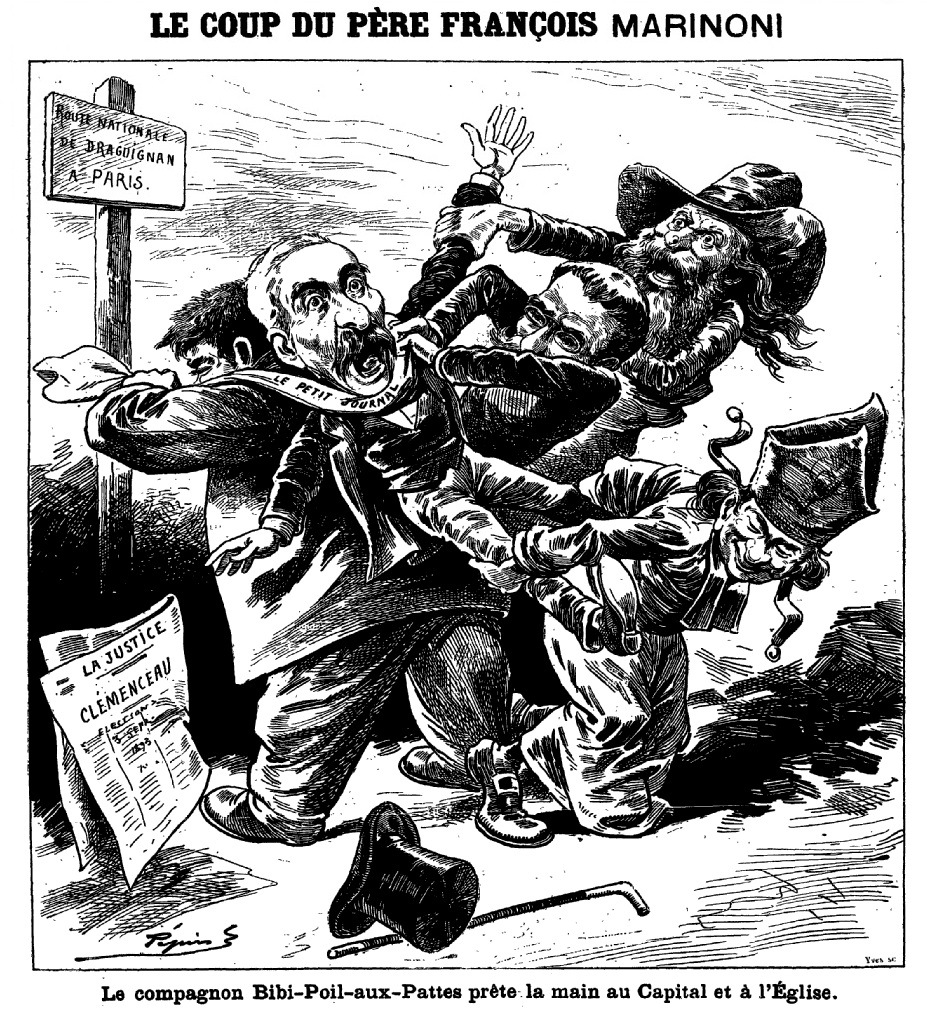
Le Petit Journal de Marinoni fait campagne contre Clemenceau, battu par une ligue hétéroclite lors des élections législatives de 1893 à Draguignan[23].
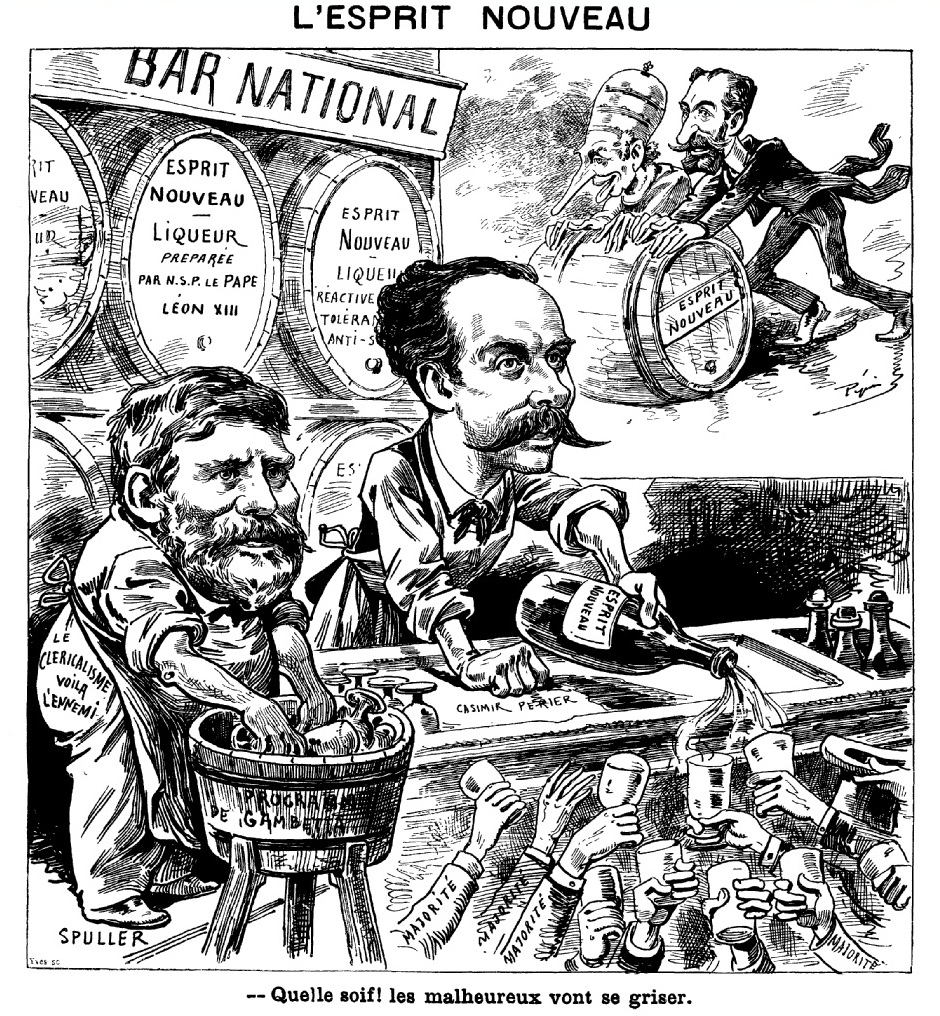
L'Esprit nouveau à la Chambre des députés[24].
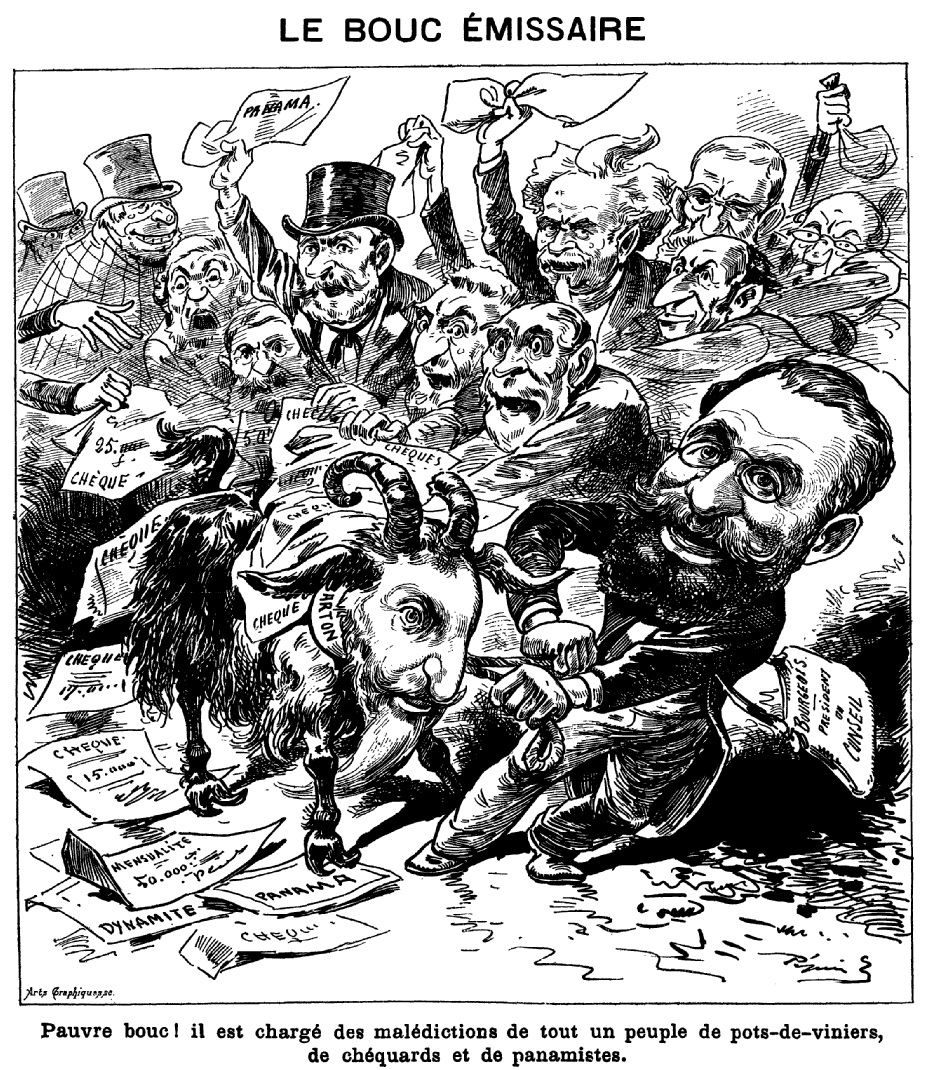
L'arrestation d'Arton[25].
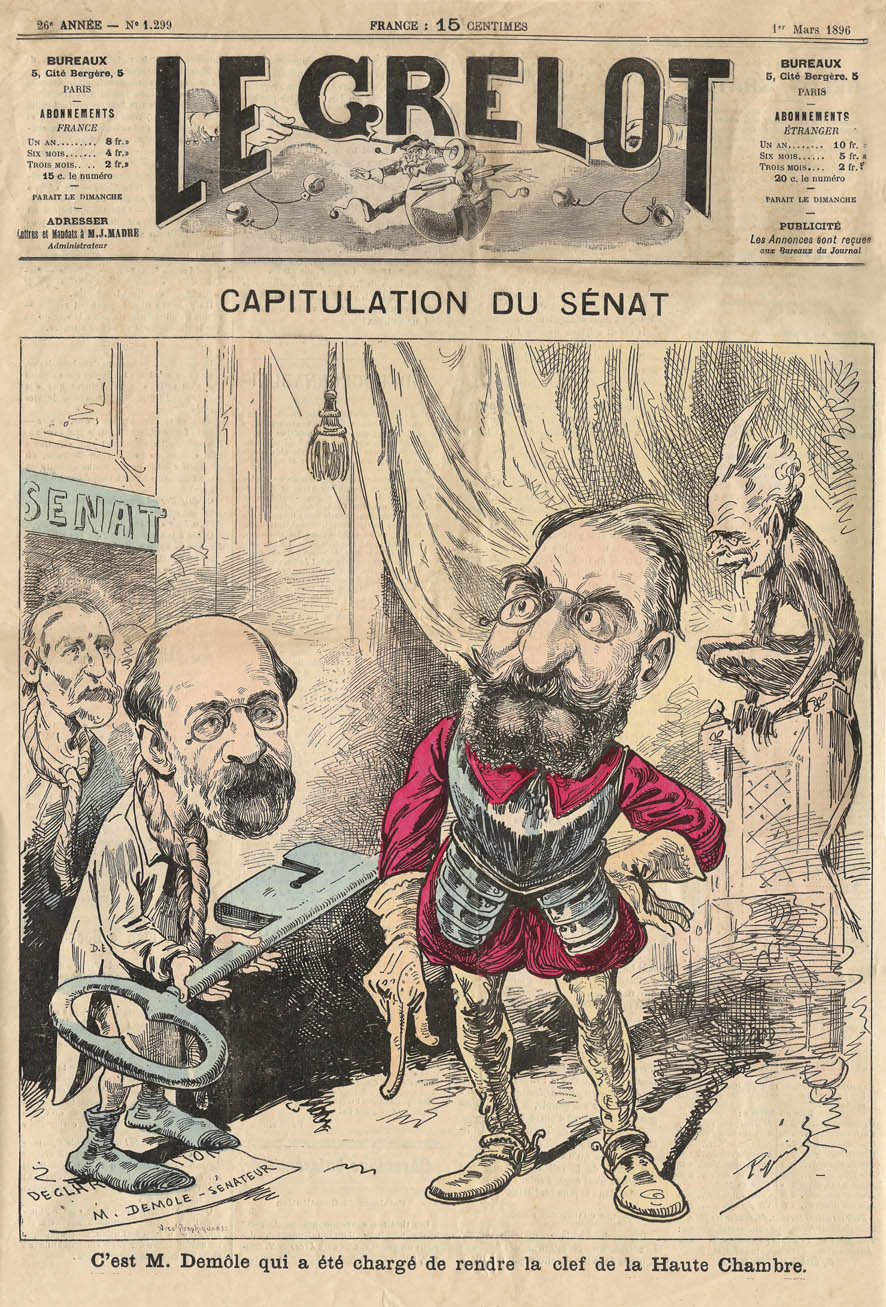
Léon Bourgeois et Charles Demôle[26].
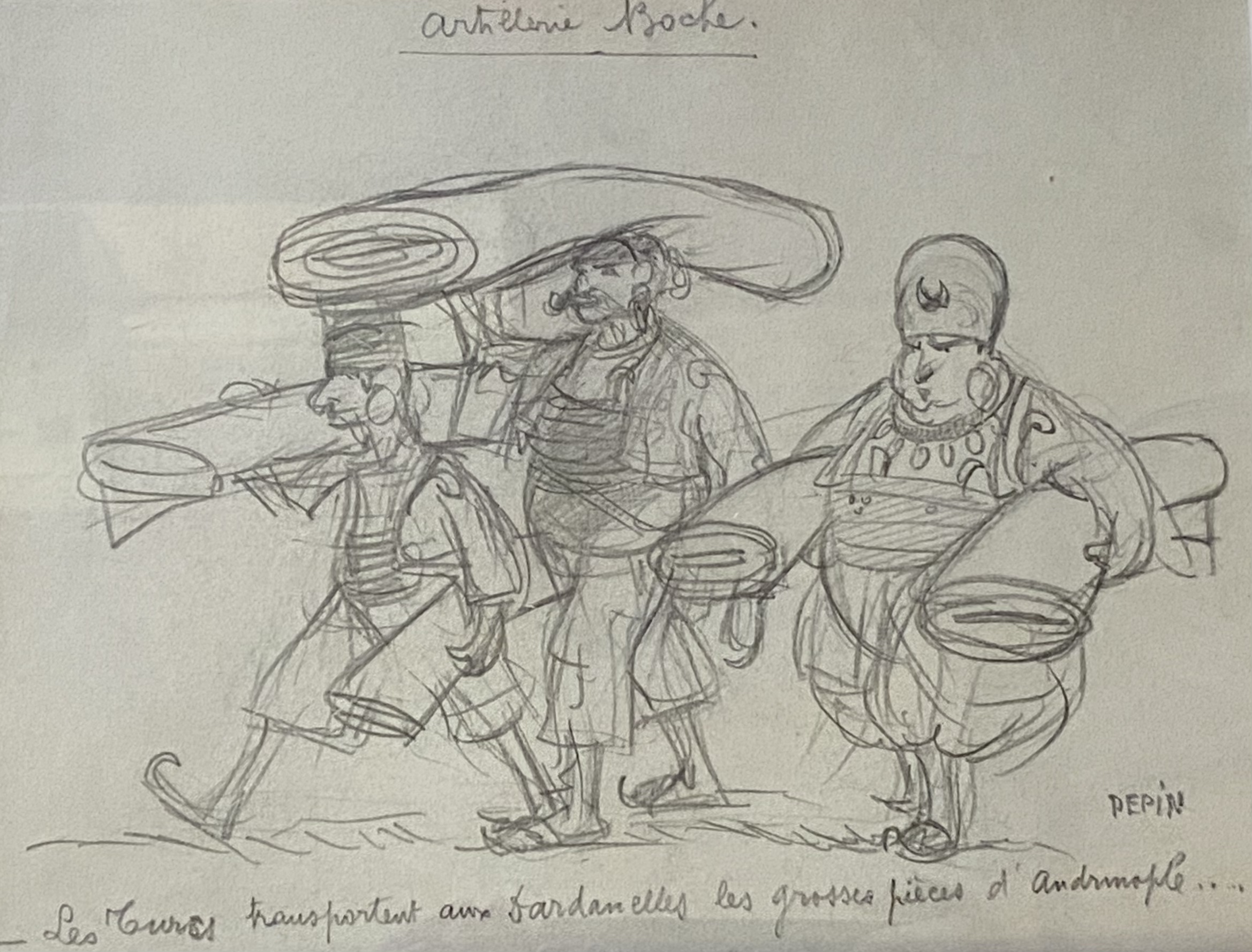
Artillerie Boche